# Claudia Constantinescu
Maria Claudia Constantinescu (Balș, 1994. június 18. –) román válogatott kézilabdázó, a CSM București balátlövője.

## Pályafutása

### Klubcsapatokban
Claudia Constantinescu 2007-ben kezdte pályafutását szülővárosában, Balșon. 2008-ban lett az CSȘ Caracal játékosa, itt egészen 2013-ig játszott. ezt követően szerződtette a zilahi HC Zalău. Hat évet töltött a csapatnál, és a román élvonal egyik legjobb játékosává fejlődött a posztján. A 2018-2019-es szezon első felében átlagosan 12 gólt szerzett mérkőzésenként. Bár Magyarországról is voltak ajánlatai, 2019 januárjában a elülső keresztszalag-szakadást szenvedő Cristina Neagu pótlására a CSM București csapatához igazolt.

### A válogatottban
Többszörös román utánpótlás válogatott, meghatározó tagja volt a junior és ifjúsági csapatoknak is. 2015-ben mutatkozott be a román válogatottban